# Ekonomický přebytek
Ekonomický přebytek, také známý jako Marshallianský přebytek (pojmenovaný po Alfredu Marshallovi), v tradiční ekonomice pojednává o dvou souvisejících kvantitách. Spotřebitelský přebytek je peněžitý zisk získaný spotřebiteli, jelikož jsou schopni pořídit produkt za nižší cenu než je nejvyšší cena, kterou by byli ochotni zaplatit. Přebytek výrobce je částka, kdy výrobci prodají produkt za vyšší cenu, než je nejnižší cena, za kterou by ji byli ochotni prodat. To zhruba odpovídá zisku (vzhledem k tomu, že výrobci běžně nejsou ochotni prodávat produkt se ztrátou). 

## Obecný přehled
V polovině 19. století jako první představil koncept ekonomického přebytku inženýr Jules Dupuit, avšak teprve ekonom Alfred Marshall jej proslavil na ekonomickém poli.
Na standardním diagramu nabídky a poptávky je spotřebitelský přebytek v oblasti nad rovnovážným bodem křivky ceny a pod křivkou poptávky. Toto znázorňuje fakt, že spotřebitelé by byli ochotni koupit jeden kus produktu za cenu vyšší než je rovnovážný bod, druhý kus produktu již za cenu nižší atd. Nicméně ve skutečnosti za každý jeden produkt platí pouze cenu odpovídající rovnovážnému bodu.
Podobně je na standardním diagramu nabídky a poptávky přebytek výrobce v oblasti pod rovnovážným bodem a nad křivkou nabídky. Toto znázorňuje fakt, že jsou výrobci ochotni první kus produkt prodat za nižší cenu než jakou stanovuje rovnovážný bod a druhý kus již za cenu vyšší atd. Každopádně výrobce obdrží cenu odpovídající rovnovážnému bodu v diagramu.

## Spotřebitelský přebytek
Spotřebitelský přebytek je rozdíl mezi maximální cenou, kterou je spotřebitel ochotný zaplatit a cenou, kterou skutečně zaplatí. Pokud je spotřebitel za kus zboží ochotný zaplatit víc než je aktuální cena, získá ze zakoupeného výrobku větší výhodu než kdyby ho zakoupil za maximální cenu, kterou je ochotný zaplatit. Získává stejný přínos, získání výrobku, za nižší cenu, protože utrácí méně, než kdyby zaplatili maximální cenu, kterou by byl ochotný zaplatit.  Příkladem výrobku s obecně vyšším spotřebitelským přebytkem je pitná voda. Lidé by za pitnou vodu zaplatili velmi vysokou cenu, protože ji potřebují k přežití. Rozdíl mezi cenou, kterou by zaplatili, kdyby museli a reálnou cenou, kterou zaplatí je jejich spotřebitelský přebytek. Užitek prvních několika litrů pitné vody je velmi vysoký (vzhledem k tomu, že nás chrání před smrtí), takže jejich spotřebitelský přebytek by byl pravděpodobně vyšší než u dalších litrů.
Maximální cena, kterou by byl spotřebitel ochotný za dané množství zboží se rovná součtu maximální ceny, kterou by zaplatil za první jednotku, (nižší) maximální cena, kterou by zaplatil za druhou jednotku atd. Tyto ceny běžně klesají; stanovuje je individuální poptávková křivka, která musí být generována racionálním spotřebitelem, který maximalizuje užitek v závislosti na rozpočtovém omezení.  Protože poptávková křivka klesá, je zde klesající mezní užitek. Klesající mezní užitek znamená, že osoba z další jednotky získá menší přidaný užitek. Ale cena výrobku je pro všechny jednotky konstantní na rovnovážné ceně. Dodatečná částka, kterou by byl spotřebitel ochotný zaplatit za počet jednotek výrobku nižší než rovnovážné množství oceněných výše než je rovnovážná cena každé této jednotky je výhoda, kterou získá nákupem tohoto množství.  Za danou cenu si spotřebitel koupí množství, pro které je stanoven nejvyšší spotřebitelský přebytek. Spotřebitelský přebytek je nejvyšší u nejvyššího množství jednotek, za které, včetně poslední, je maximální cena, kterou je zákazník ochoten zaplatit stanovena nad tržní cenou.
Spotřebitelský přebytek může být využit k měření životní úrovně, což poprvé učinil Willig (1976). Na jedinou změnu v ceně může spotřebitelský přebytek nastínit přibližné změny v životní úrovni. Spotřebitelský přebytek ale nemůže být využitý k odhadu životní úrovně v případě několika změn v ceně a/nebo příjmech, protože potom už nemá jedinou hodnotu. Později byly vyvinuty modernější metody k odhadnutí dopadů změn v cenách na životní úroveň pomocí spotřebitelského přebytku.
Celkový spotřebitelský přebytek je součtem spotřebitelských přebytků všech individuálních spotřebitelů. Toto může být znázorněno graficky, jako na výše zobrazeném grafu tržní poptávky a nabídky. Také můžeme uvést, že jde o pravidlo uspokojení, které spotřebitel odvozuje od konkrétních výrobků a služeb.

## Výpočty

### Výpočet z nabídky a poptávky
Přebytek spotřebitele (jednotlivce nebo celkový) je oblast pod (individuální nebo obecnou) křivkou poptávky a nad čarou skutečné ceny (v obecném případě: rovnovážné ceny). Pokud je křivka poptávky lineární, pak je přebytek spotřebitele ohraničen trojúhelníkem:
{\displaystyle CS={\frac {1}{2}}Q_{\mathit {mkt}}\left({P_{\mathit {max}}-P_{\mathit {mkt}}}\right),}
Kde Pmkt značí rovnovážnou cenu (kdy se nabídka rovná poptávce), Qmkt je celkové množství nakoupené za rovnovážné ceny a Pmax je cena při které prodané množství konverguje k nule. Pro více obecné funkce nabídky a poptávky tyto oblasti nejsou trojúhelníkového tvaru, ale i tak jsou stále zjistitelné pomocí integrování (Integrálů). Spotřebitelský přebytek je tedy uzavřeným integrálem na křivky poptávky, s ohledem na cenu, a to do tržní ceny po maximální reservní cenu (tj. průnik ceny a poptávkové křivky):
{\displaystyle CS=\int _{P_{\mathit {mkt}}}^{P_{\mathit {max}}}D(P)\,dP,}
Kde {\displaystyle D(P_{\mathit {max}})=0.}. Toto ukazuje závislost rovnovážné ceny, rovnovážného množství a spotřebitelského nadbytku. Při vzrůstu rov. ceny a poklesu rov. množství spotřebitelský přebytek klesá.

### Výpočet změn ve spotřebitelském přebytku
Změna ve spotřebitelském nadbytku se používá jako míra změn mezi příjmem a cenami. Poptávková křivka se používá na reprezentování poptávky jednotlivců pro konkrétní produkty a je nezbytná pro odvození důsledků při změně ceny. Individuální křivková poptávka je křivkou reprezentující příjem a demografickou charakteristiku jednotlivce a zároveň vektor ceny komodit. Když se změní cena komodity, tak se změna přebytku spočte jako záporná hodnota integrálu, omezeného originální cenou (P0) a novou cenou (P1), křivky individuální poptávky. Pokud je změna v přebytku jednotlivce pozitivní pak změna ceny zvýší prosperitu jednotlivce a vice versa.

### Distribuce benefitů při pádu ceny
Při rozšíření nabídky zboží cena klesá (za předpokladu, že křivka poptávky klesá) a spotřebitelský přebytek se zvyšuje. To prospívá dvěma skupinám: spotřebitelé, kteří již byli ochotni nakupovat za počáteční cenu, mají prospěch ze snížení ceny a mohou nakupovat více a získat ještě více spotřebitelského přebytku; a další spotřebitelé, kteří nebyli ochotni nakupovat za počáteční cenu, budou kupovat za novou cenu a také dostanou určitý spotřebitelský přebytek.
Vezměme si příklad lineárních křivek nabídky a poptávky. Pro počáteční křivku nabídky S0 je spotřebitelský přebytek trojúhelník nad linií ceny P0 k linii poptávky (ohraničený vlevo cenovou osou a nahoře poptávkou). Pokud se nabídka rozšíří z S0 na S1, pak se přebytek spotřebitelů rozšíří na trojúhelník nad P1 a pod poptávkovou linii (stále ohraničený cenovou osou). Změna přebytku spotřebitele je rozdíl v oblasti mezi dvěma trojúhelníky, a to je to spotřebitelské blaho závislé na rozšiřování nabídky.
Někteří lidé byli ochotni zaplatit vyšší cenu, než je P0. Když je cena snížena, je jimi získaná výhoda plocha v obdélníku vytvořeném nad P0, pod P1, vlevo od cenové osy a napravo vedle přímky vedoucí svisle nahoru od Q0.

### Pravidlo jedné poloviny
Pravidlo jedné poloviny odhaduje změnu v přebytku spotřebitelů pro malé změny nabídky s konstantní křivkou poptávky. Všimněte si, že ve zvláštním případě, kdy je křivka spotřebitelské poptávky lineární, je přebytek spotřebitele plocha trojúhelníku ohraničená svislou čarou Q = 0, vodorovná čára {\displaystyle P=P_{mkt}} a lineární křivka poptávky. Proto změna v přebytku spotřebitele je plocha lichoběžníku s i) výškou rovnající se změně ceny a ii) délkou středního segmentu rovnou průměru ex-post a ex-ante rovnovážných množství. Podle výše uvedeného grafu
{\displaystyle \Delta CS={\tfrac {1}{2}}{\bigl (}Q_{1}+Q_{0}{\bigr )}{\bigl (}P_{0}-P_{1}{\bigr )}}
Kde:
- CS = přebytek spotřebitele;

- Q0 a Q1 je množství požadované před a po změně nabídky;

- P0 a P1 jsou ceny před změnou nabídky a po ní.